# Astugue
Astugue est une commune française située dans le centre du département des Hautes-Pyrénées, en région Occitanie. Sur le plan historique et culturel, la commune est dans la province du Haut-Adour, autrefois incluse dans l’ancien comté de Bigorre.
Il s’agit d’une zone montagneuse constituée des prolongements occidentaux des massifs de Néouvielle et de l’Arbizon. Exposée à un climat de montagne, elle est drainée par l'Oussouet, la Douloustre, la Géline et par divers autres petits cours d'eau. La commune possède un patrimoine naturel remarquable :  un espace protégé (l'« Adour et affluents ») et quatre zones naturelles d'intérêt écologique, faunistique et floristique.
Astugue est une commune rurale qui compte 265 habitants en 2022, après avoir connu un pic de population de 714 habitants en 1836. Elle fait partie de l'aire d'attraction de Bagnères-de-Bigorre. Ses habitants sont appelés les Astuguais ou  Astuguaises.

## Géographie

### Localisation
La commune d'Astugue se trouve dans le département des Hautes-Pyrénées, en région Occitanie.
Elle se situe à 15 km à vol d'oiseau de Tarbes, préfecture du département, et à 7 km de Bagnères-de-Bigorre, sous-préfecture.
Les communes les plus proches sont : 
Neuilh (1,8 km), Ossun-ez-Angles (2,0 km), Arrayou-Lahitte (2,5 km), Loucrup (3,0 km), Arrodets-ez-Angles (3,4 km), Escoubès-Pouts (3,6 km), Gez-ez-Angles (3,9 km), Trébons (4,2 km).
Sur le plan historique et culturel, Astugue fait partie de la province historique du Haut-Adour, autrefois incluse dans l’ancien comté de Bigorre. Il s’agit d’une zone montagneuse constituée des prolongements occidentaux des massifs de Néouvielle et de l’Arbizon,.
| Orincles        | Loucrup | Montgaillard |
| Arrayou-Lahitte | Astugue | Trébons      |
| Ossun-ez-Angles | Neuilh  | Labassère    |

### Hydrographie
La commune est dans le bassin de l'Adour, au sein du bassin hydrographique Adour-Garonne. Elle est drainée par l'Oussouet, la Géline et par divers petits cours d'eau, constituant un réseau hydrographique de 8 km de longueur totale,.
L'Oussouet, d'une longueur totale de 15,7 km, prend sa source dans la commune de Bagnères-de-Bigorre et s'écoule du sud vers le nord. Il traverse la commune et se jette dans l'Adour à Montgaillard, après avoir traversé 7 communes.

### Climat
Le climat est tempéré de type océanique, en raison de l'influence proche de l'océan Atlantique situé à peu près 150 km plus à l'ouest. La proximité des Pyrénées fait que la commune profite d'un effet de foehn, il peut aussi y neiger en hiver, même si cela reste inhabituel.
| Mois                              | jan.  | fév.  | mars  | avril | mai   | juin  | jui.  | août  | sep.  | oct.  | nov.  | déc.  | année   |
| --------------------------------- | ----- | ----- | ----- | ----- | ----- | ----- | ----- | ----- | ----- | ----- | ----- | ----- | ------- |
| Température minimale moyenne (°C) | 0,6   | 1,3   | 2,7   | 5,2   | 8,3   | 11,6  | 14,1  | 13,9  | 11,7  | 8     | 3,6   | 1,3   | 6,9     |
| Température moyenne (°C)          | 5,3   | 6,1   | 7,8   | 10    | 13,3  | 16,7  | 19,3  | 19    | 17,2  | 13,3  | 8,5   | 5,8   | 11,9    |
| Température maximale moyenne (°C) | 9,9   | 11    | 12,9  | 14,8  | 18,3  | 21,7  | 24,5  | 24    | 22,6  | 18,6  | 13,4  | 10,4  | 16,8    |
| Ensoleillement (h)                | 108,8 | 118,8 | 155,6 | 157,2 | 181,3 | 191,5 | 215,5 | 196,4 | 194,5 | 164,4 | 124,4 | 104,4 | 1 912,8 |
| Précipitations (mm)               | 112,8 | 97,5  | 100,2 | 105,7 | 113,6 | 80,7  | 57,3  | 70,3  | 71    | 85,2  | 93    | 112,1 | 1 099,4 |

### Milieux naturels et biodiversité

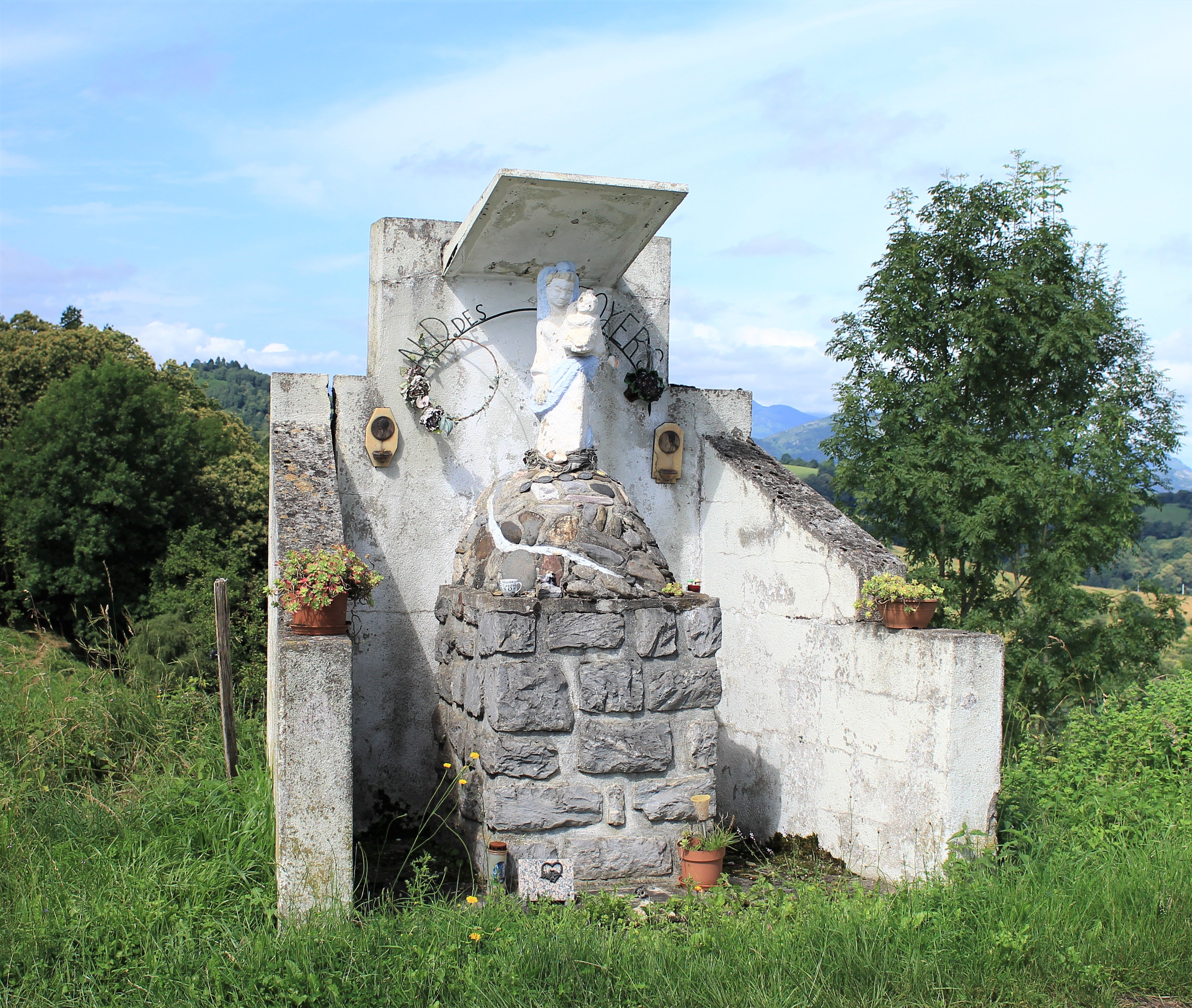
L’ oratoire.

#### Espaces protégés
La protection réglementaire est le mode d’intervention le plus fort pour préserver des espaces naturels remarquables et leur biodiversité associée,.
Dans ce cadre, la commune fait partie.
Un  espace protégé est présent sur la commune : 
l'« Adour et affluents », objet d'un arrêté de protection de biotope, d'une superficie de 215,8 ha.

#### Zones naturelles d'intérêt écologique, faunistique et floristique
L’inventaire des zones naturelles d'intérêt écologique, faunistique et floristique (ZNIEFF) a pour objectif de réaliser une couverture des zones les plus intéressantes sur le plan écologique, essentiellement dans la perspective d’améliorer la connaissance du patrimoine naturel national et de fournir aux différents décideurs un outil d’aide à la prise en compte de l’environnement dans l’aménagement du territoire.
Deux ZNIEFF de type 1 sont recensées sur la commune :
le « réseau hydrographique de l'Oussouet et de la Gailleste » (111 ha), couvrant 8 communes du département et 
le « réseau hydrographique des Angles et du Bénaquès » (260 ha), couvrant 35 communes du département
et deux ZNIEFF de type 2, : 
- les « coteaux et vallons des Angles et du Bénaquès » (12 879 ha), couvrant 45 communes du département[18] ;
- le « massif du Monné, vallée de l'Oussouet » (6 955 ha), couvrant 11 communes du département[19].

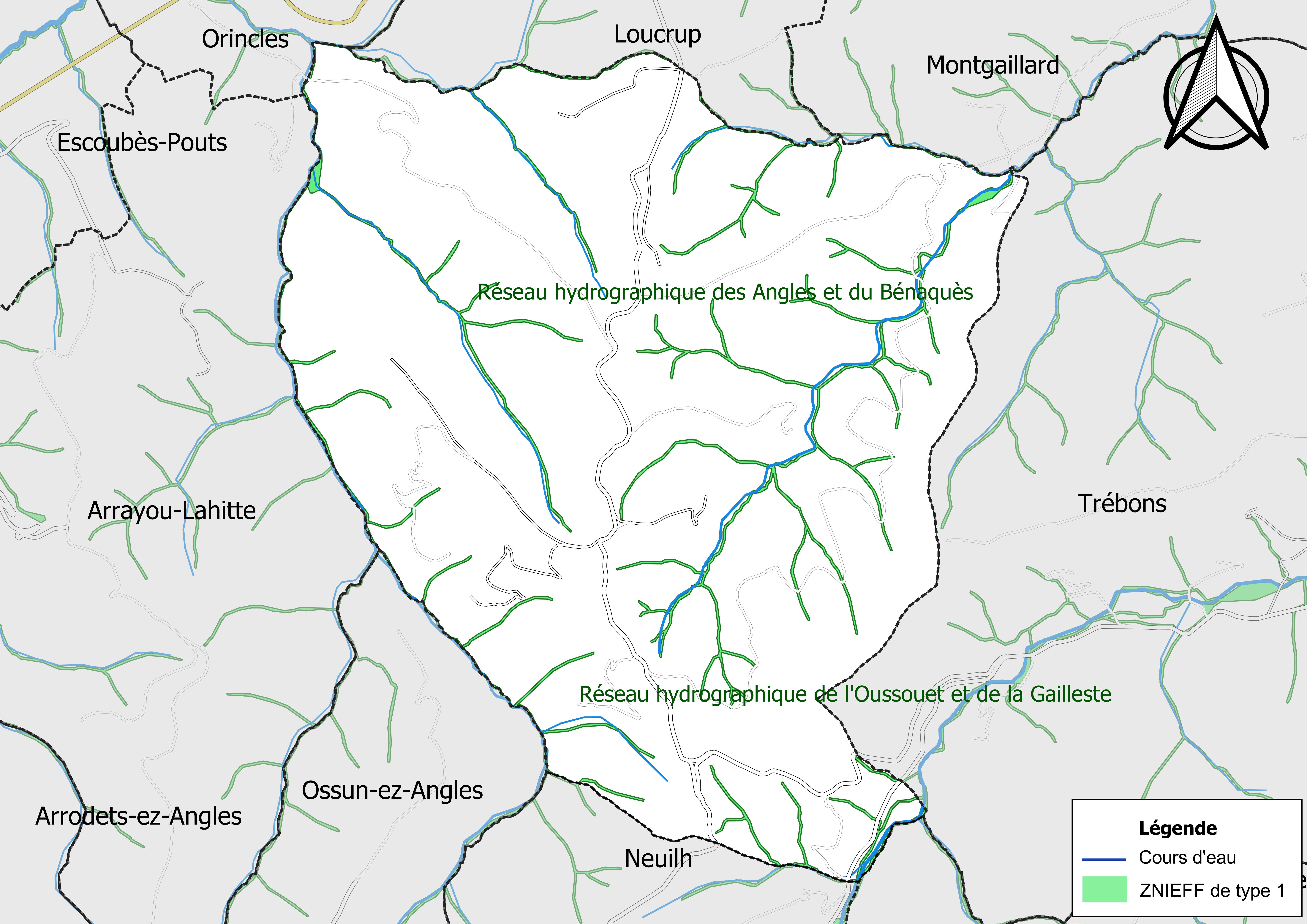
Carte des ZNIEFF de type 1 sur la commune.
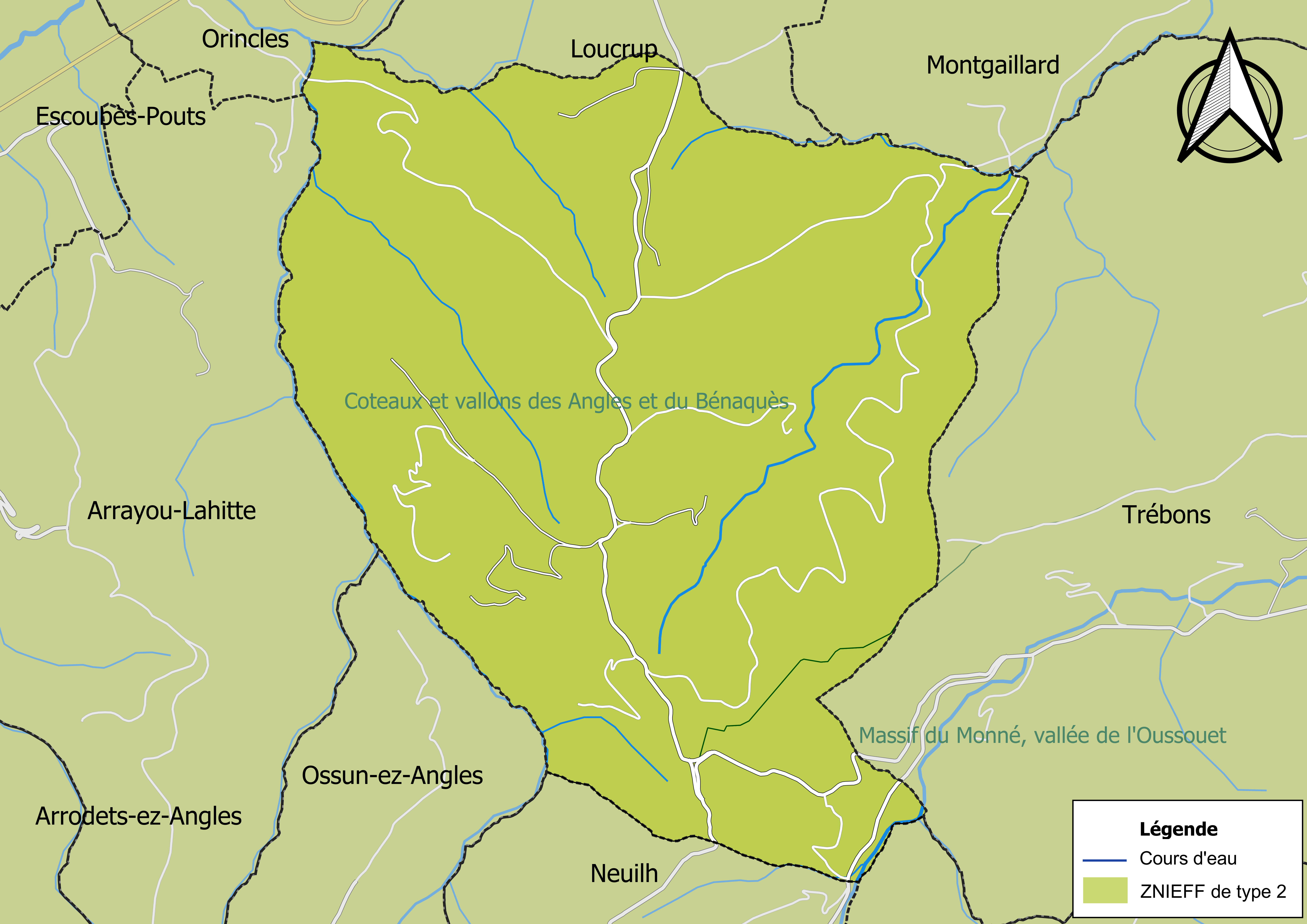
Carte des ZNIEFF de type 2 sur la commune.

## Urbanisme

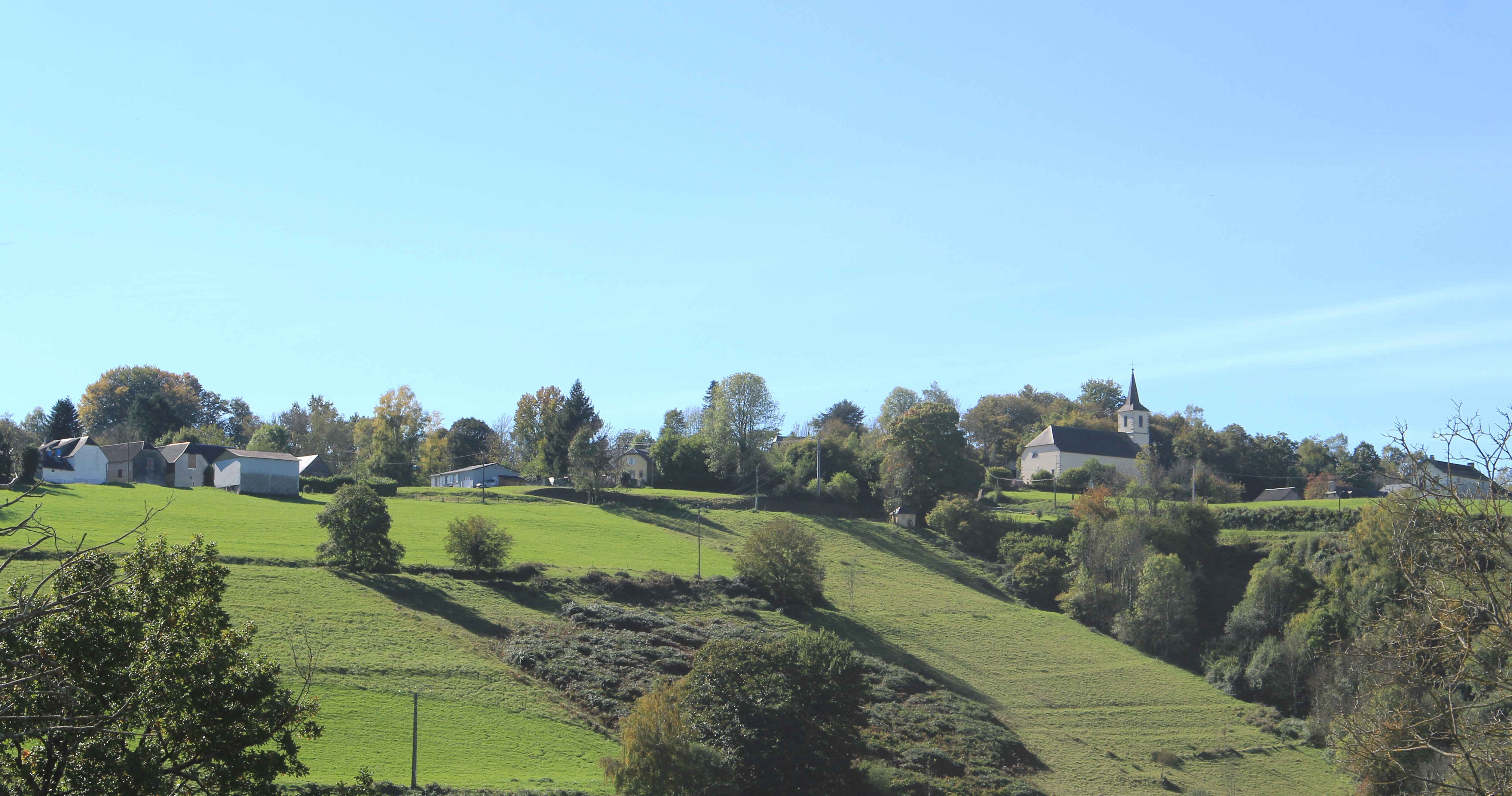
Vue générale du village.

### Typologie
Au 1er janvier 2024, Astugue est catégorisée commune rurale à habitat très dispersé, selon la nouvelle grille communale de densité à sept niveaux définie par l'Insee en 2022.
Elle est située hors unité urbaine. Par ailleurs la commune fait partie de l'aire d'attraction de Bagnères-de-Bigorre, dont elle est une commune de la couronne,. Cette aire, qui regroupe 21 communes, est catégorisée dans les aires de moins de 50 000 habitants,.

### Occupation des sols
L'occupation des sols de la commune, telle qu'elle ressort de la base de données européenne d’occupation biophysique des sols Corine Land Cover (CLC), est marquée par l'importance des territoires agricoles (62,1 % en 2018), une proportion identique à celle de 1990 (62,1 %). La répartition détaillée en 2018 est la suivante : 
prairies (49,8 %), forêts (37,9 %), zones agricoles hétérogènes (12,2 %).
L'IGN met par ailleurs à disposition un outil en ligne permettant de comparer l’évolution dans le temps de l’occupation des sols de la commune (ou de territoires à des échelles différentes). Plusieurs époques sont accessibles sous forme de cartes ou photos aériennes : la carte de Cassini (XVIIIe siècle), la carte d'état-major (1820-1866) et la période actuelle (1950 à aujourd'hui).

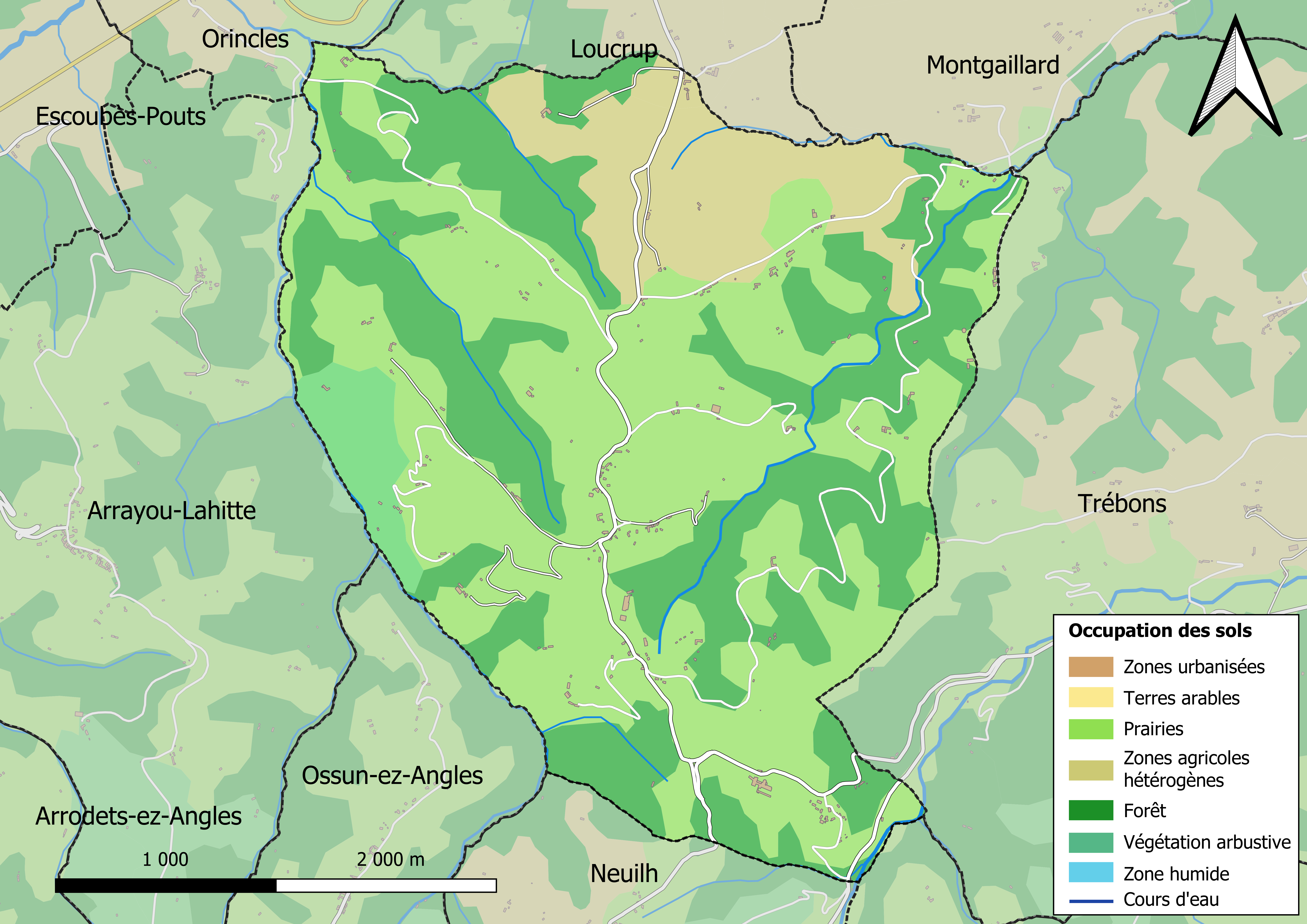
Carte des infrastructures et de l'occupation des sols en 2018 (CLC) de la commune.
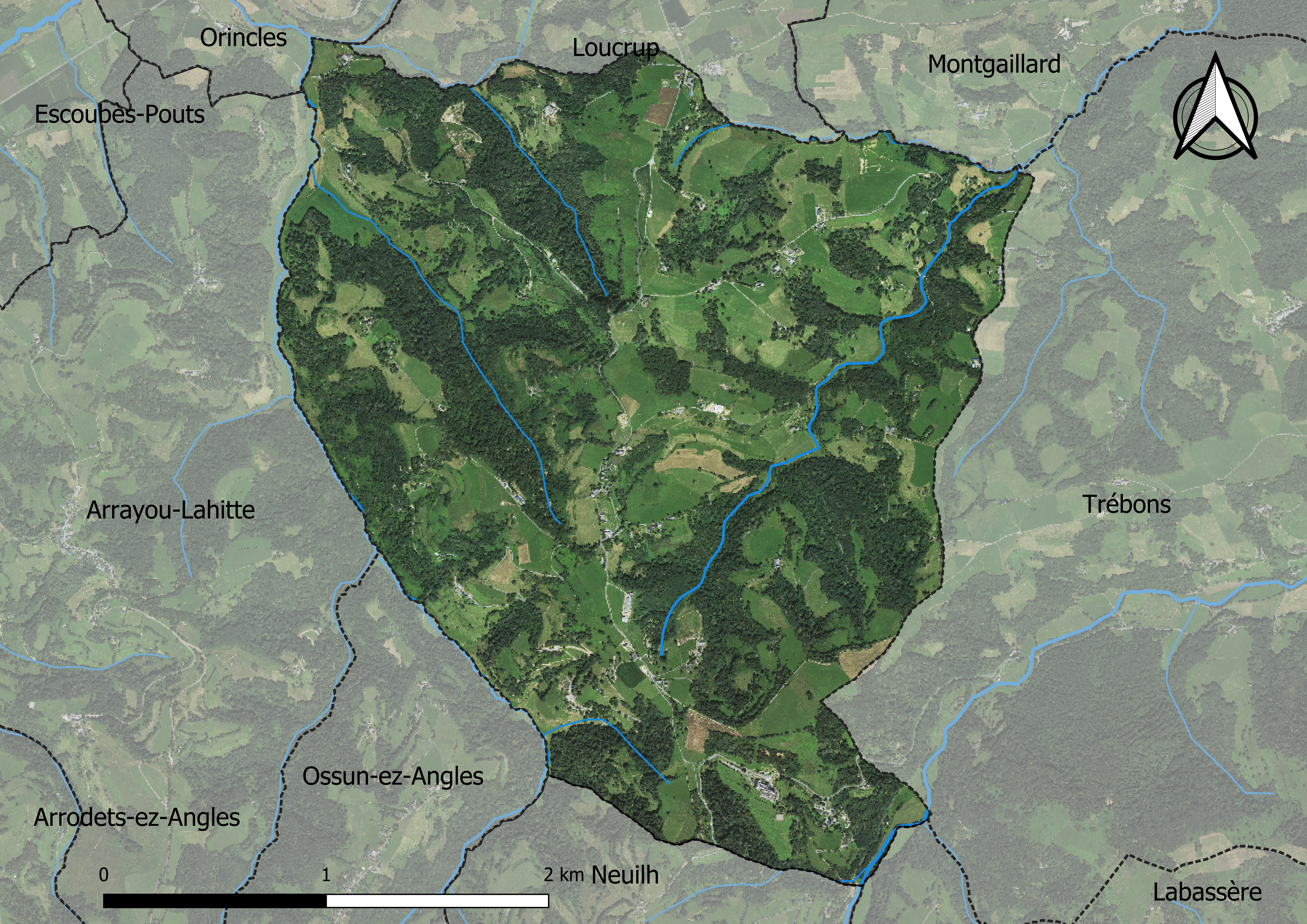
Carte orthophotogrammétrique de la commune.

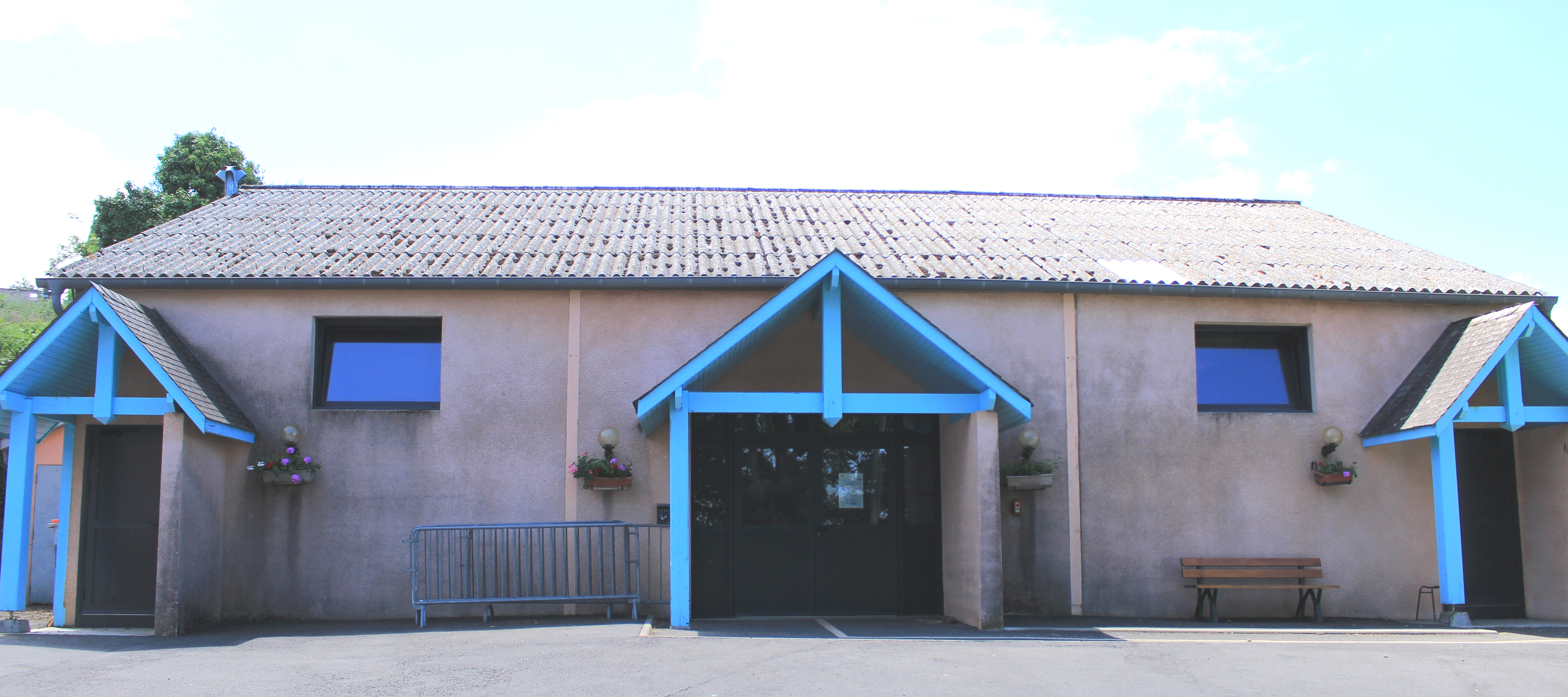
Le foyer rural en 2020

### Logement
En 2012, le nombre total de logements dans la commune est de 107.

Parmi ces logements, 70,0 % sont des résidences principales, 13,1 % des résidences secondaires et 16,9 % des logements vacants.

### Voies de communication et transports
Cette commune est desservie par les routes départementales D 18 et D 26.

### Risques majeurs
Le territoire de la commune d'Astugue est vulnérable à différents aléas naturels : météorologiques (tempête, orage, neige, grand froid, canicule ou sécheresse), inondations, feux de forêts, mouvements de terrains et séisme (sismicité moyenne). Un site publié par le BRGM permet d'évaluer simplement et rapidement les risques d'un bien localisé soit par son adresse soit par le numéro de sa parcelle.
Certaines parties du territoire communal sont susceptibles d’être affectées par le risque d’inondation par débordement de cours d'eau, notamment l'Oussouet. La cartographie des zones inondables en ex-Midi-Pyrénées réalisée dans le cadre du XIe Contrat de plan État-région, visant à informer les citoyens et les décideurs sur le risque d’inondation, est accessible sur le site de la DREAL Occitanie. La commune a été reconnue en état de catastrophe naturelle au titre des dommages causés par les inondations et coulées de boue survenues en 1982, 1999, 2000, 2008, 2009 et 2014,.
Astugue est exposée au risque de feu de forêt. Un plan départemental de protection des forêts contre les incendies a été approuvé par arrêté préfectoral le 21 avril 2020 pour la période 2020-2029. Le précédent couvrait la période 2007-2017. L’emploi du feu est régi par deux types de réglementations. D’abord le code forestier et l’arrêté préfectoral du 27 octobre 2014, qui réglementent l’emploi du feu à moins de 200 m des espaces naturels combustibles sur l’ensemble du département. Ensuite celle établie dans le cadre de la lutte contre la pollution de l’air, qui interdit le brûlage des déchets verts des particuliers. L’écobuage est quant à lui réglementé dans le cadre de commissions locales d’écobuage (CLE)

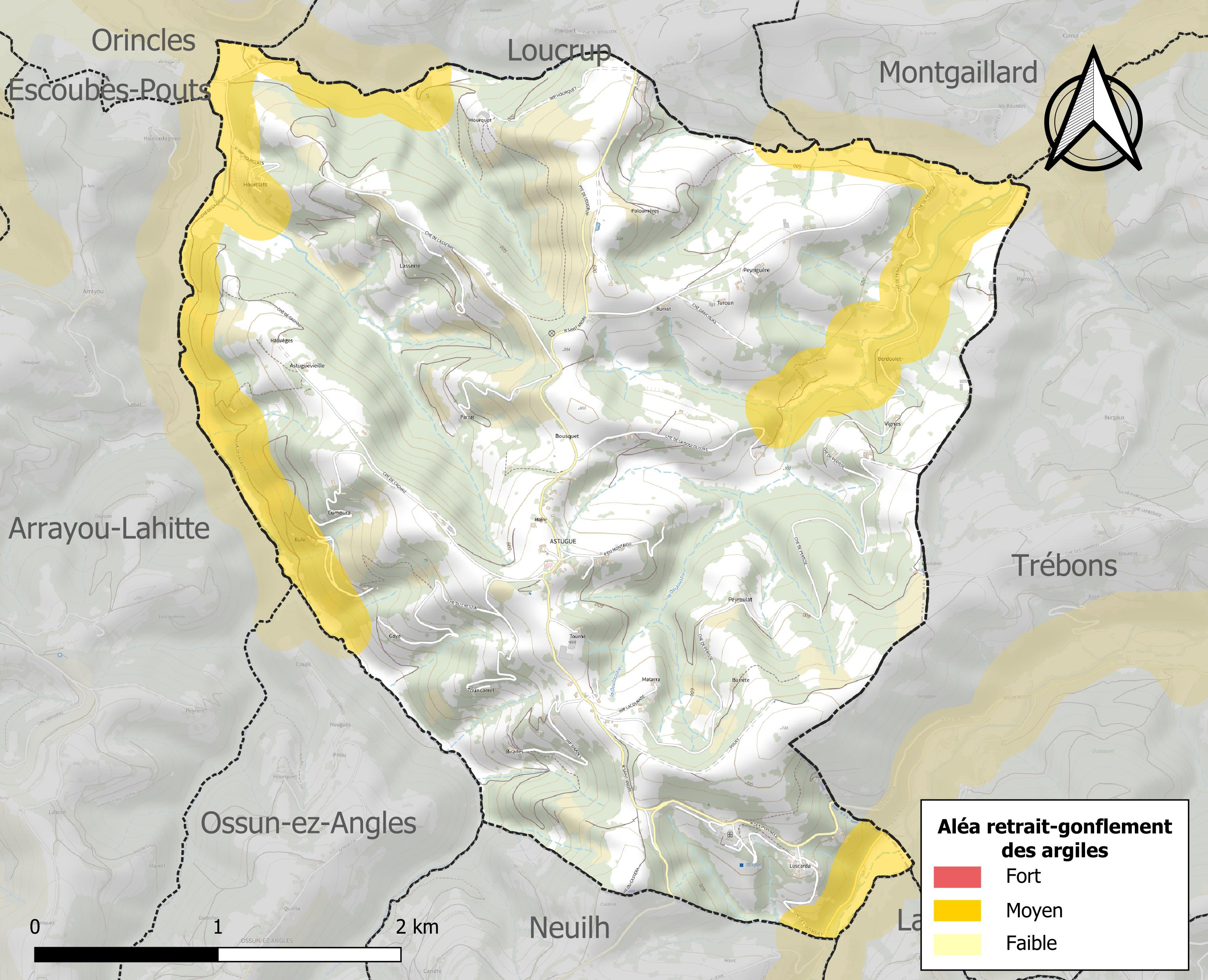
Carte des zones d'aléa retrait-gonflement des sols argileux d'Astugue.

Les mouvements de terrains susceptibles de se produire sur la commune sont des tassements différentiels.
Le retrait-gonflement des sols argileux est susceptible d'engendrer des dommages importants aux bâtiments en cas d’alternance de périodes de sécheresse et de pluie. 14,9 % de la superficie communale est en aléa moyen ou fort (44,5 % au niveau départemental et 48,5 % au niveau national). Sur les 95 bâtiments dénombrés sur la commune en 2019, 8 sont en aléa moyen ou fort, soit 8 %, à comparer aux 75 % au niveau départemental et 54 % au niveau national. Une cartographie de l'exposition du territoire national au retrait gonflement des sols argileux est disponible sur le site du BRGM,.
Par ailleurs, afin de mieux appréhender le risque d’affaissement de terrain, l'inventaire national des cavités souterraines permet de localiser celles situées sur la commune.
Concernant les mouvements de terrains, la commune a été reconnue en état de catastrophe naturelle au titre des dommages causés par des mouvements de terrain en 1999 et 2014.

## Toponymie

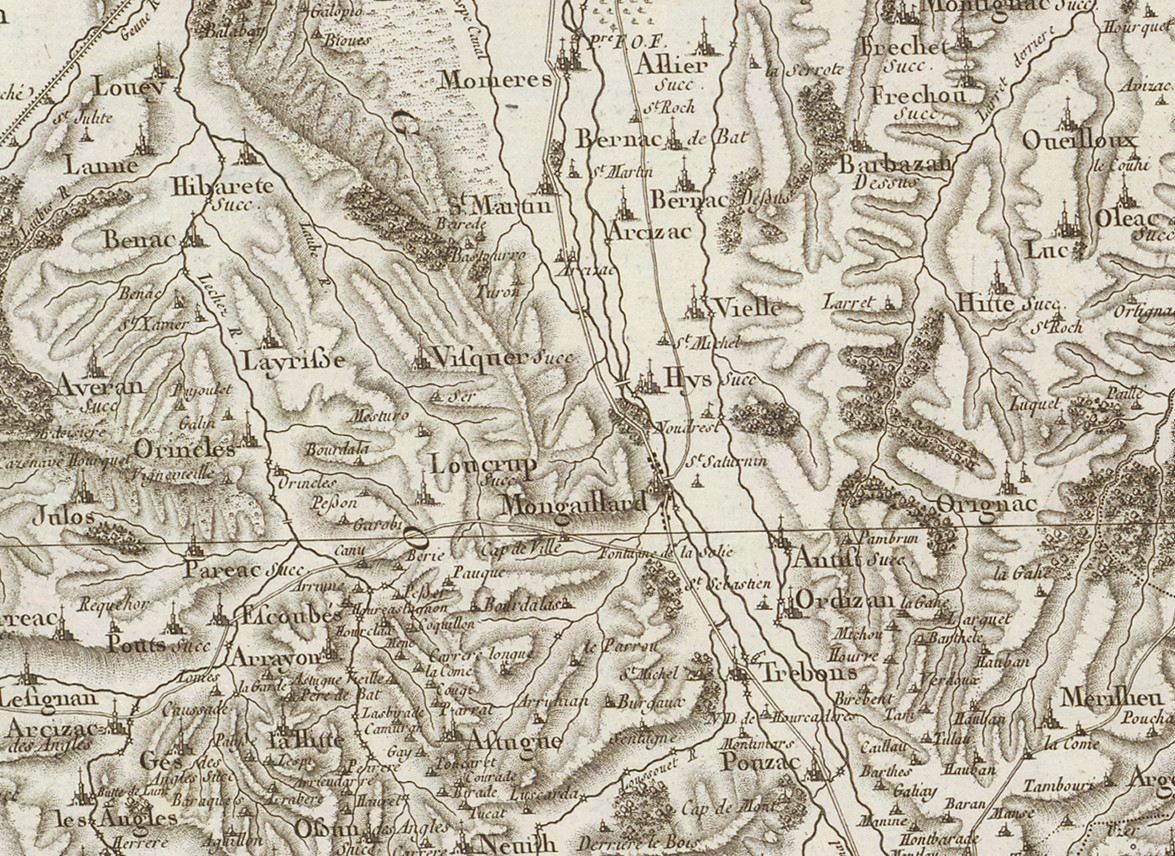
Extrait de la carte de Cassini (entre 1756 et 1789) situant Astugue au sud-ouest de Montgaillard.

Le nom proviendrait de l'appellation locale gasconne des houguères (les fougères) et des tugayes (les thuies ou ajoncs d'Europe), d'où serait sortie l'appellation populaire : Estugo, Astuga (nom occitan de la commune) et Astugue.

Les habitants de la commune d'Astugue sont des Astuguais, Astuguaises.

On trouvera les principales informations dans le Dictionnaire toponymique des communes des Hautes-Pyrénées de Michel Grosclaude et Jean-François Le Nail qui rapporte les dénominations historiques du village :
Dénominations historiques :
- Pe de Stuga (v. 1140, cartulaire de Bigorre) ;
- Petrus de Astuga, latin et gascon (v. 1150, cartulaire de Saint-Savin) ;
- Lo senher d’Estugue (XIIe ou XIIIe siècle, cartulaire de Bigorre)1 ;
- Astuga (1205, cartulaire de Berdoues ; 1313, Debita regi Navarre ; 1342, pouillé de Tarbes ; etc.) ;
- de Stuga (1379, procuration Tarbes) ;
- los homes de Estugue (1384, livre vert Bénac) ;
- Astugue (1429, censier de Bigorre) ;
- Astugue (fin XVIIIe siècle, carte de Cassini).

Nom occitan : Astuga.

## Histoire

### Cadastre napoléonien d'Astugue
Le plan cadastral napoléonien d'Astugue est consultable sur le site des archives départementales des Hautes-Pyrénées.

## Politique et administration

### Liste des maires

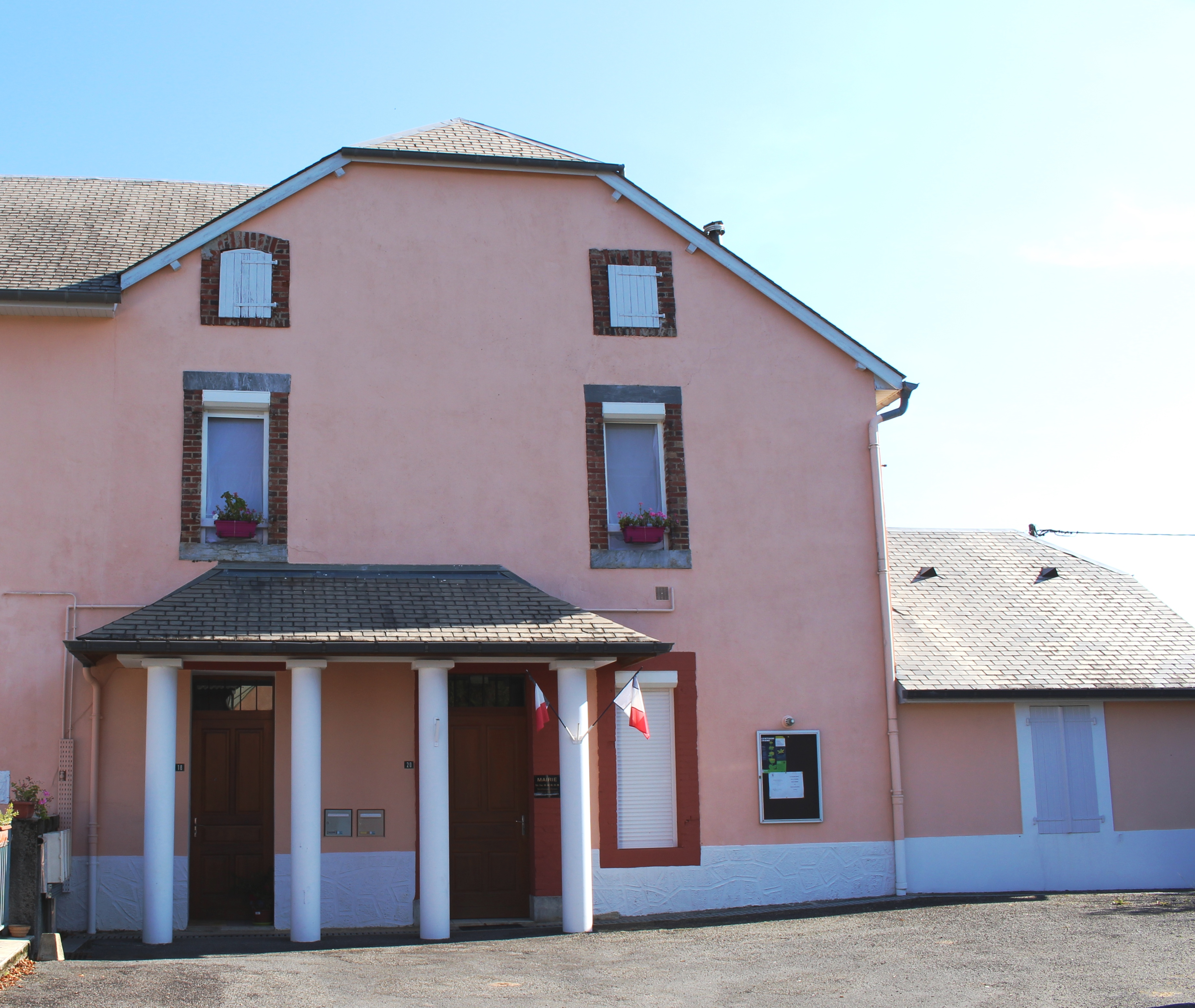
La mairie en 2017.

| Période                                  | Période   | Identité           | Étiquette | Qualité       |
| ---------------------------------------- | --------- | ------------------ | --------- | ------------- |
| Les données manquantes sont à compléter. |           |                    |           |               |
|                                          |           |                    |           |               |
| 1945                                     | 1947      | Dominique Laborde  |           |               |
| 1947                                     | mars 1977 | Frédéric Menvielle |           |               |
| mars 1977                                | mars 1983 | Abel Mengelle      |           |               |
| mars 1983                                | mars 2009 | Jean-Paul Rigal    |           |               |
| mars 2009                                | en cours  | Serge Marquerie    | DVG       | Fonctionnaire |

### Rattachements administratifs et électoraux

#### Historique administratif
Pays et  sénéchaussée de Bigorre, quarteron de  Lourdes, baronnie d'Astugue, canton de Bagnères-de-Bigorre (depuis 1790).

#### Intercommunalité
Astugue appartient à la communauté de communes Haute-Bigorre créée en décembre 1994 et qui réunit 24 communes.

## Population et société

### Démographie

#### Évolution démographique
L'évolution du nombre d'habitants est connue à travers les recensements de la population effectués dans la commune depuis 1793. Pour les communes de moins de 10 000 habitants, une enquête de recensement portant sur toute la population est réalisée tous les cinq ans, les populations de référence des années intermédiaires étant quant à elles estimées par interpolation ou extrapolation. Pour la commune, le premier recensement exhaustif entrant dans le cadre du nouveau dispositif a été réalisé en 2005.

En 2022, la commune comptait 265 habitants, en évolution de +1,53 % par rapport à 2016 (Hautes-Pyrénées : +1,59 %, France hors Mayotte : +2,11 %).
| 1793 | 1800 | 1806 | 1821 | 1831 | 1836 | 1841 | 1846 | 1851 |
| ---- | ---- | ---- | ---- | ---- | ---- | ---- | ---- | ---- |
| 576  | 494  | 554  | 670  | 700  | 714  | 681  | 691  | 684  |

| 1856 | 1861 | 1866 | 1872 | 1876 | 1881 | 1886 | 1891 | 1896 |
| ---- | ---- | ---- | ---- | ---- | ---- | ---- | ---- | ---- |
| 650  | 628  | 601  | 582  | 587  | 546  | 512  | 513  | 450  |

| 1901 | 1906 | 1911 | 1921 | 1926 | 1931 | 1936 | 1946 | 1954 |
| ---- | ---- | ---- | ---- | ---- | ---- | ---- | ---- | ---- |
| 441  | 417  | 414  | 318  | 299  | 276  | 263  | 238  | 386  |

| 1962 | 1968 | 1975 | 1982 | 1990 | 1999 | 2005 | 2006 | 2010 |
| ---- | ---- | ---- | ---- | ---- | ---- | ---- | ---- | ---- |
| 256  | 225  | 185  | 171  | 204  | 219  | 301  | 308  | 284  |

| 2015 | 2020 | 2022 | - | - | - | - | - | - |
| ---- | ---- | ---- | - | - | - | - | - | - |
| 265  | 265  | 265  | - | - | - | - | - | - |

### Enseignement
La commune dépend de l'académie de Toulouse. Elle ne dispose plus d'école en 2016.

## Économie

### Revenus
En 2018, la commune compte 77 ménages fiscaux, regroupant 188 personnes. La médiane du revenu disponible par unité de consommation est de 20 130 € (20 420 € dans le département).

### Emploi
| Division       | 2008  | 2013  | 2018  |
| -------------- | ----- | ----- | ----- |
| Commune        | 5,5 % | 9,1 % | 6,1 % |
| Département    | 7,7 % | 9,4 % | 9,8 % |
| France entière | 8,3 % | 10 %  | 10 %  |

En 2018, la population âgée de 15 à 64 ans s'élève à 154 personnes, parmi lesquelles on compte 67,3 % d'actifs (61,1 % ayant un emploi et 6,1 % de chômeurs) et 32,7 % d'inactifs,. Depuis 2008, le taux de chômage communal (au sens du recensement) des 15-64 ans est inférieur à celui de la France et du département.
La commune fait partie de la couronne de l'aire d'attraction de Bagnères-de-Bigorre, du fait qu'au moins 15 % des actifs travaillent dans le pôle,. Elle compte 154 emplois en 2018, contre 158 en 2013 et 162 en 2008. Le nombre d'actifs ayant un emploi résidant dans la commune est de 96, soit un indicateur de concentration d'emploi de 159,5 % et un taux d'activité parmi les 15 ans ou plus de 46,4 %.
Sur ces 96 actifs de 15 ans ou plus ayant un emploi, 26 travaillent dans la commune, soit 27 % des habitants. Pour se rendre au travail, 82,6 % des habitants utilisent un véhicule personnel ou de fonction à quatre roues, 1,1 % les transports en commun, 4,3 % s'y rendent en deux-roues, à vélo ou à pied et 11,9 % n'ont pas besoin de transport (travail au domicile).

## Culture locale et patrimoine

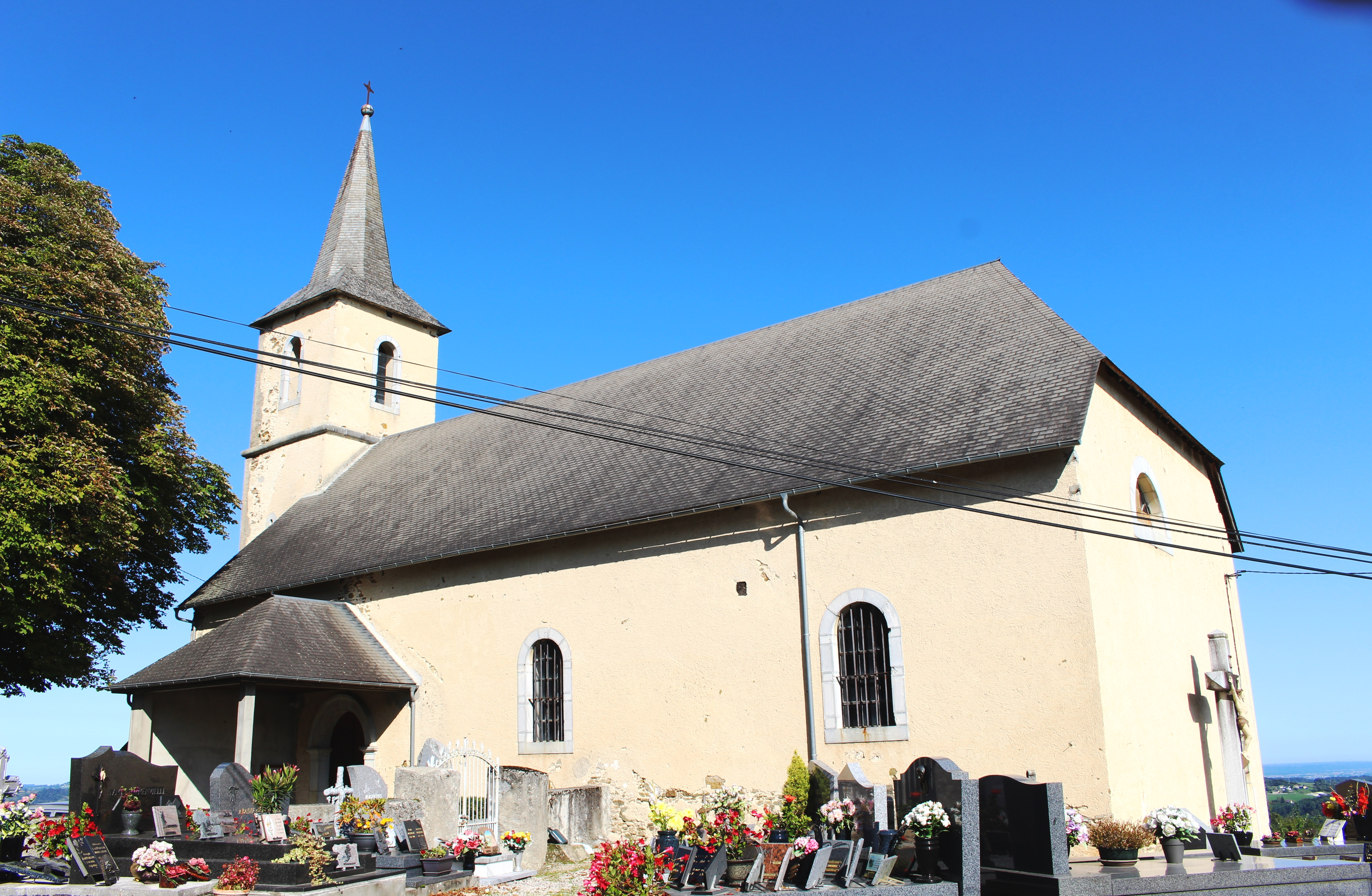
L'église Saint-André en 2017.

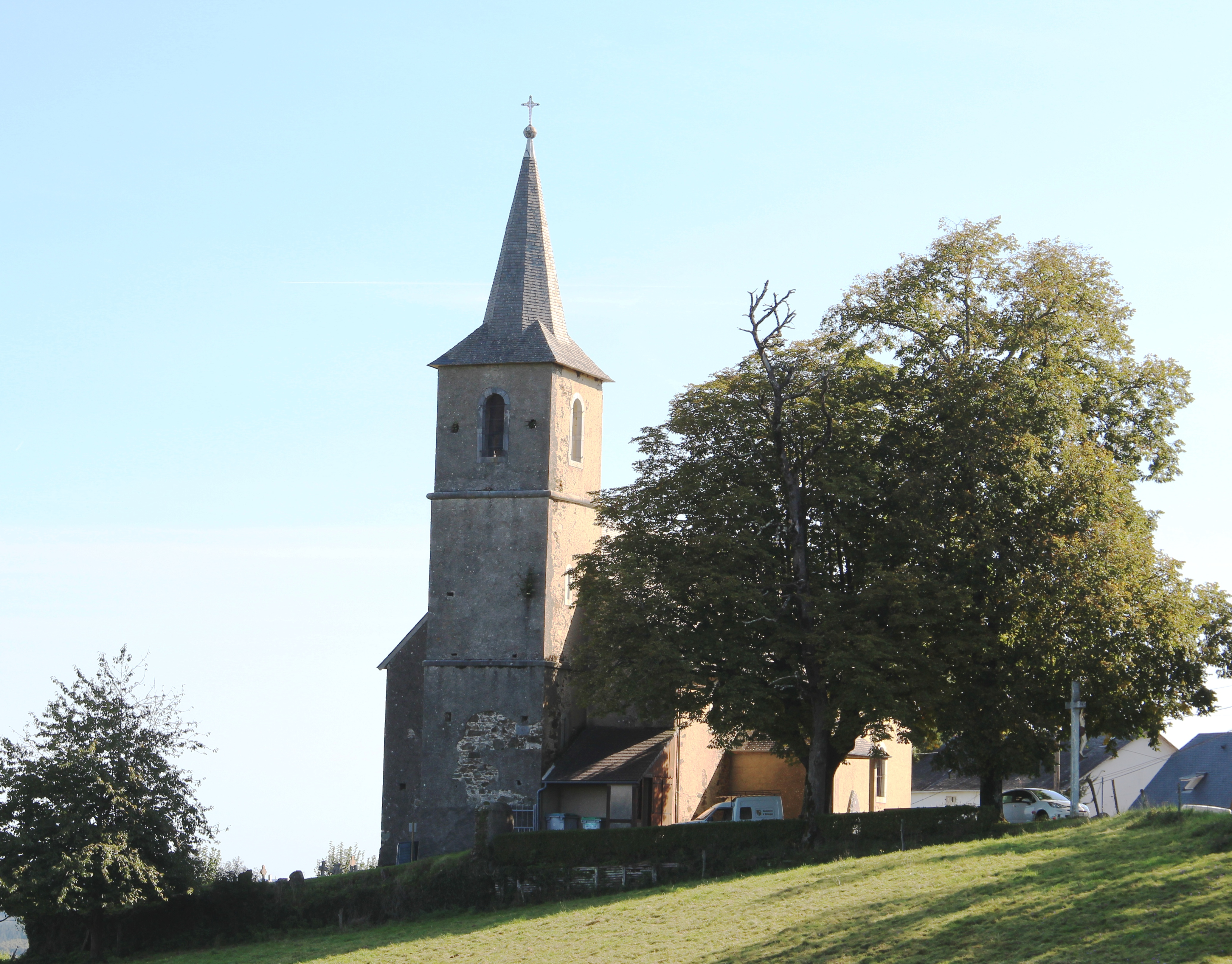

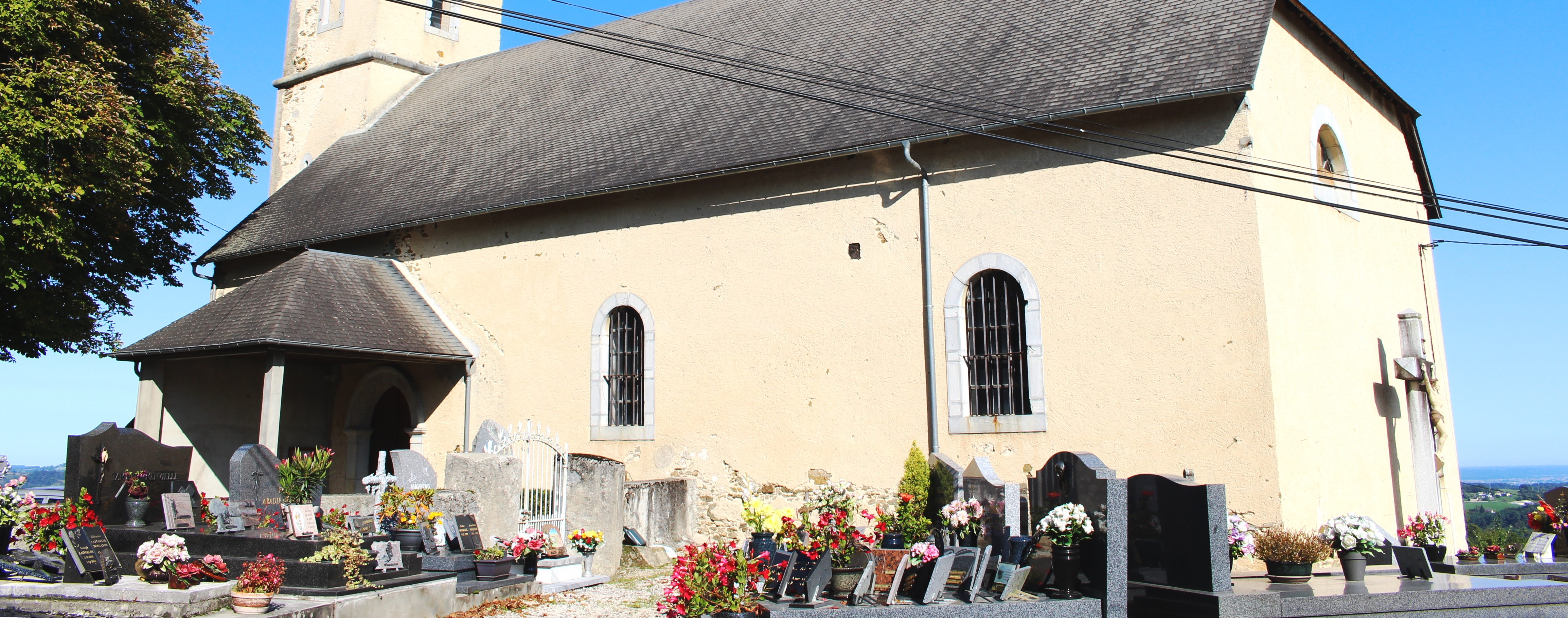
Le cimetière.

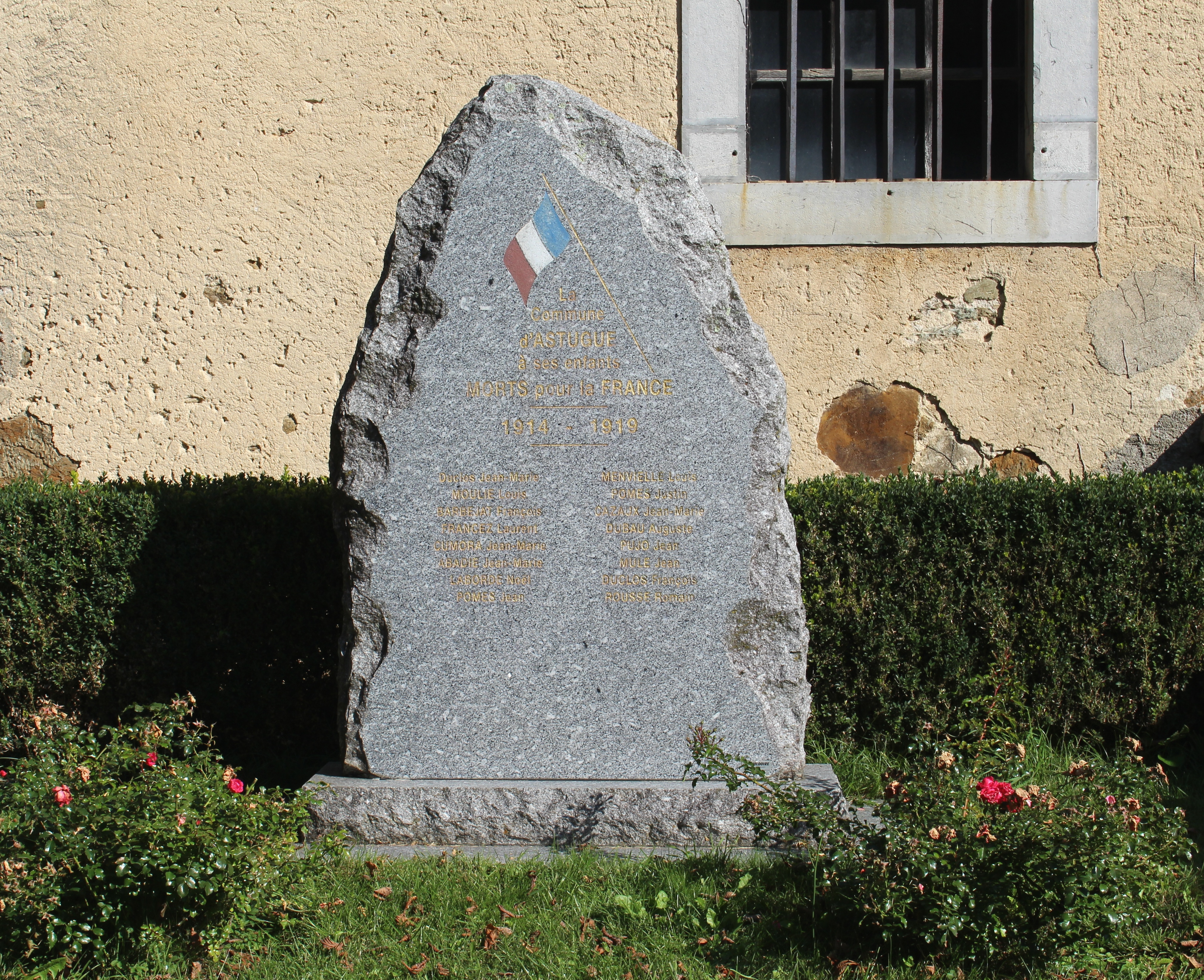
Le monument aux morts municipal.

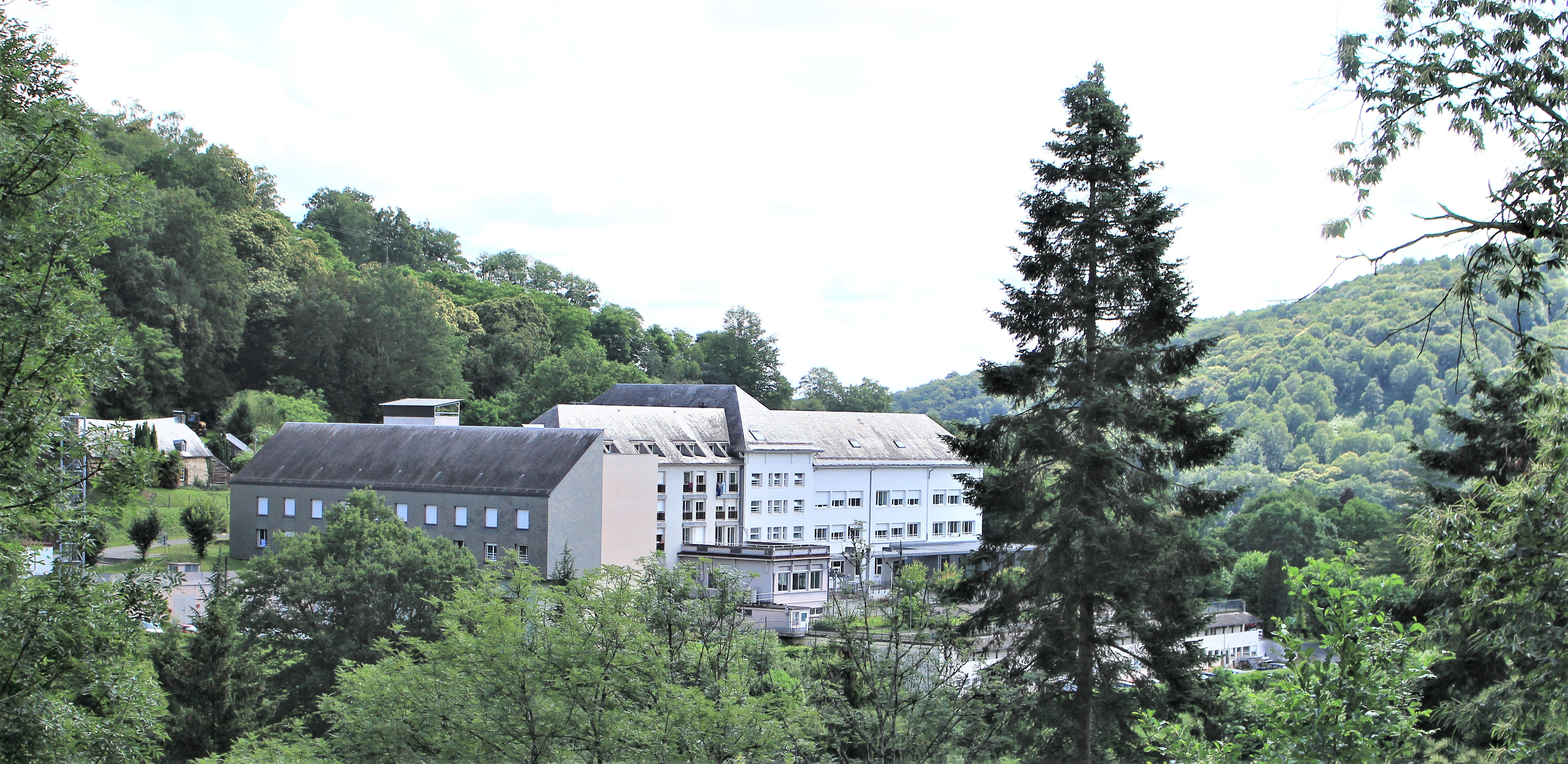
L'Hôpital le Montaigu.

### Lieux et monuments
- Église Saint-André d'Astugue.

### Divers
Le préventorium d'Astugue, construit en 1939, s'est aujourd'hui modernisé et porte le nom d'« Hôpital le Montaigu » (du nom du pic du Montaigu, que l'on peut apercevoir de cet endroit).

### Personnalités liées à la commune
D'après la tradition, Astugue avait eu un seigneur, célèbre, surtout, pour sa sévérité ou plutôt sa cruauté : on l'appelait le comte d'Astugue. Entre autres privilèges, il avait celui de disposer de la mariée, la première nuit de ses noces. On raconte qu'à la suite d'une de ces cérémonies, l'époux s'étant montré  peu accommodant, fut arrêté et pendu près de sa propre maison et défense fut faite aux parents d'enlever le corps.
Cette malheureuse victime des mœurs féodales était un nommé Péruilhou, nom qu'on donne encore à une grange près de laquelle il avait été exécuté. Autrement le lieu ordinaire de ces actes de barbarie et d'iniquité, était un monticule appelé « Castéra » (de castet ou château) et où se trouvaient quelques vieux chênes servant aux pendaisons.
Ce seigneur possédait la majeure partie du territoire de la commune. À l'emplacement du château est bâtie, aujourd'hui, une belle maison qui porte le nom de Castet.
Au XIXe siècle, il y avait, aussi, au village  un « guérisseur » célèbre, connu sous le nom de « l'ome d'Astuguo », l'homme d'Astugue et  qui paraît-il guérissait la rage.

### Héraldique
| Blason | Blasonnement : Écartelé : au premier et au quatrième d'or aux trois pals de gueules, au deuxième et au troisième d'argent à la hache de sable. |